# Death Note (pel·lícula de 2017)
Death Note és una pel·lícula de thriller de crims sobrenaturals nord-americà del 2017 adaptada lliurement del manga japonès del mateix nom creat per Tsugumi Ōba i Takeshi Obata. La pel·lícula està dirigida per Adam Wingard, és protagonitzada per Nat Wolff, Lakeith Stanfield, Margaret Qualley, Shea Whigham, Paul Nakauchi, Jason Liles i Willem Dafoe.

## Argument
A Seattle (Washington), l'estudiant de secundària Light Turner troba un quadern amb les paraules "Death Note" escrites. Poc després rep la visita del déu de la mort Ryuk, que li revela com el quadern pot provocar la mort de qui vulguis, sempre que tinguis la cara de la persona en ment mentre escriviu el seu nom en una pàgina. Lleuger, dubtós, posa a prova un mató que és decapitat poc després en un estrany accident. Aquell vespre el nen també mata el criminal que va assassinar la seva mare en un robatori i que havia aconseguit evitar la presó. Ryuk també li explica altres regles del Death Note, com ara la possibilitat de controlar les accions de la víctima fins a 48 hores abans de la mort. Mia Sutton, companya de classe de Light, descobreix el Death Note i anima el noi a utilitzar-lo per millorar el món, alliberant-lo dels criminals. Decideixen treballar junts sota el nom fals "Kira", utilitzant els poders del quadern per revelar la "seva" presència a tothom.
Kira aviat esdevé estimat pel públic, ja que els seus assassinats són considerats correctes per la majoria de la població i per la mateixa policia; al mateix temps, neix una relació amorosa entre la Light i la Mia. Les accions de Kira criden l'atenció de L, un detectiu enigmàtic que aconsegueix rastrejar la ubicació de Light fins a Seattle. Es dirigeix a la ciutat, juntament amb el seu assistent i guardià Watari, i es reuneix amb James Turner, cap de policia i pare de Light per decidir com capturar Kira. L fa un discurs a la televisió on es burla de la Kira i el repta a matar-lo, mantenint la cara tapada; quan no passa res, L sospita que, per matar, l'assassí ha de conèixer el nom i la cara reals de la víctima.
La Mia suggereix que Light mati els agents de l'FBI contractats per L, però ell es nega. No obstant això, poc temps després, els agents es suïciden en massa i Light culpa a Ryuk. James apareix a la televisió on promet arrestar Kira; La Mia demana a la Light que elimini el seu pare, però el nen, tot i no tenir una bona relació amb ell, no té forces. Quan James no és assassinat, L, que ja sospitava de Light, conclou que ell és Kira. L s'enfronta a Light, mostrant també la seva cara. Entenent el risc de ser descobert i amb l'empenta de la Mia, Light utilitza el Death Note per obligar Watari a descobrir el nom real de L. Tal com explica Ryuk, Light pot cremar la pàgina del Death Note amb el nom de Watari escrit en 48 hores per cancel·lar-lo. la seva mort imminent; tanmateix, aquest mètode només es pot utilitzar per salvar una víctima del quadern una vegada. De sobte, Watari es dirigeix a un orfenat abandonat de Nova York, on va trobar L anys abans. L descobreix la desaparició de Watari i ordena escorcollar l'apartament de Light; Tanmateix, no es troba res, ja que la Mia havia pres prèviament el Death Note.
Sabent que Light encara està sota sospita, la Mia se l'allunya del ball de l'escola i li permet recuperar la llibreta i contactar amb Watari per telèfon. L'home troba algunes de les cartes de L just abans d'acabar les 48 hores, però quan en Light cerca la pàgina amb el seu nom escrit, s'adona que ha desaparegut. Watari, llavors, és assassinat per persones desconegudes abans de poder revelar el nom real de L. La Mia, en aquest moment, revela que va matar els agents de l'FBI per protegir-se a ella i a Light, que va trencar la pàgina amb el nom de Watari i que ell també va escriure el nom de Light a la llibreta; aquest darrer morirà a mitjanit, però la Mia s'ofereix a cremar la seva pàgina només si li dona la llibreta, ja que pensa que Light no pot prendre les decisions correctes pel bé de la societat, al contrari. Mentrestant, L és devastada per la mort de Watari i comença a caçar Light.
Light diu a la Mia que es trobi amb ell a la Gran Roda de Seattle, on li donarà la llibreta i després fugir de la policia, que el busca. L troba Light i intenta matar-lo, però és noquejat per un transeünt que ha sentit que Light és Kira. El nen s'uneix a la Mia al volant i la porta al cim, on intenta convèncer-la que serien més feliços sense el Death Note. La Mia agafa la llibreta de totes maneres i descobreix per a la seva consternació que Light va escriure el seu nom i que només moriria si li prengués la llibreta. Amb tots dos condemnats, Ryuk fa que la noria s'enfonsi; La Mia mor, mentre Light i Death Note cauen a l'aigua i la pàgina amb el nom de Light és destruïda. La llum es salva, però entra en coma.
Dos dies més tard, un home deixa el Death Note al costat del llit de Light; quan aquest es desperta, el seu pare li revela que sap que és Kira, ja que la seva primera víctima va ser el criminal que havia matat la seva mare, i que va trobar un retall de diari a la seva habitació. Light explica que va escriure la mort de la Mia al Death Note perquè la seva pàgina fos destruïda en cas de mort de la noia; a més, també va manipular alguns criminals perquè el posessin en coma i utilitzessin el Death Note en la seva absència comatosa per donar-se una coartada. Com que Light es troba ara innocent, L es retira del cas i l'obliga a tornar al Japó. Quan l'avió està a punt d'enlairar, L de sobte s'adona de la implicació de la Mia; aleshores va a casa seva i troba la pàgina del Death Note amb els agents de l'FBI assassinats escrits i, en un atac d'histèria, pensa a escriure un nom a la pàgina. A l'habitació de l'hospital de Light, Ryuk apareix somrient i, quan Light li pregunta per què riu, simplement comenta que els humans són realment interessants.

## Repartiment
- Nat Wolff: Light Turner
- Margaret Qualley: Mia Sutton
- Jason Liles i Willem Dafoe: Ryuk
- Lakeith Stanfield: L
- Paul Nakauchi: Watari
- Shea Whigham: James Turner
- Michael Shamus Wiles: capità Russel
- Matthew Kevin Anderson: Agent Young
- Masi Oka: inspector japonès

## Producció

### Desenvolupament
El 2007, el diari de Malàisia The Star va declarar que més de deu companyies cinematogràfiques dels Estats Units havien expressat interès per la franquícia Death Note. La productora nord-americana Vertigo Entertainment havia de desenvolupar el remake inicialment, amb Charley i Vlas Parlapanides com a guionistes i Roy Lee, Doug Davison, Dan Lin i Brian Witten com a productors. El 30 d'abril de 2009, Variety va informar que Warner Bros. Pictures, els distribuïdors de les pel·lícules d'acció en directe japoneses originals, havien adquirit els drets d'un remake nord-americà, amb els guionistes i productors originals encara adjunts. El 2009, Zac Efron va respondre als rumors que interpretaria el paper principal de la pel·lícula afirmant que el projecte "no estava al capdavant". El 13 de gener de 2011, es va anunciar que Shane Black havia estat contractat per dirigir la pel·lícula, amb el guió escrit per Anthony Bagarozzi i Charles Mondry. Els estudis de Warner tenien previst canviar la història de fons de Light Yagami per una de venjança en lloc de justícia i eliminar Shinigami de la història. Les negres es van oposar a aquest canvi, i no havia tingut llum verda. Black va confirmar en una entrevista del 2013 a Bleeding Cool que encara estava treballant en la pel·lícula. El juliol del 2014, es rumorejava que Gus Van Sant substituiria Black com a nou director de la pel·lícula, amb Dan Lin, Doug Davison, Roy Lee i Brian Witten produint a través de Vertigo Entertainment, Witten Pictures i Lin Pictures.

### Càsting
El 29 de setembre de 2015, Nat Wolff va ser seleccionat per al paper principal. El 12 de novembre de 2015, Margaret Qualley es va unir a la pel·lícula com a protagonista femenina. El juny de 2016, Lakeith Stanfield es va unir al repartiment. El 30 de juny de 2016, es va anunciar que Paul Nakauchi i Shea Whigham s'havien unit al repartiment. El 2 d'agost de 2016, Willem Dafoe es va anunciar per donar veu al Shinigami Ryuk. Arran del càsting de Dafoe, Brian Drummond, que va donar la veu a Ryuk al doblatge en anglès de l'anime, va expressar la seva aprovació citant el càsting de Ryuk. Oka, un dels productors de la pel·lícula, va anunciar que també té un paper a la pel·lícula.

## Alliberament
La pel·lícula es va projectar al FrightFest de Londres, abans de ser estrenada a Netflix el 25 d'agost de 2017. El 20 de juliol de 2017, la pel·lícula es va projectar anticipadament al públic a la San Diego Còmic-Con International.

## Sequel
L'agost de 2018, el productor Scott Stuber va anunciar el treball de la seqüela, després que Ted Sarandos, responsable de Netflix, considerés la primera pel·lícula un gran èxit entre els usuaris de Netflix; Greg Russo serà el guionista.